# Любопытство убивает
«Любопытство убивает» (англ. Curiosity Kills) — острый психологический триллер, снятый для телевидения.

## Сюжет
Фотограф подозревает своего соседа в убийстве и спешит поделиться своими предположениями с соседкой. Яростная психологическая фабула: дилетанты против профессионала.

## В ролях
- Рэй Дон Чонг - Джейн
- Томас Хауэлл - Кэт Томас
- Джефф Фэйхи - Мэтью Манус
- Кортни Кокс - Гвен
- Ларри Добкин - Гарри